# Прабумулих
Прабумулих (индон. Prabumulih) — город в Индонезии, входит в состав провинции Южная Суматра. Территория города выделена в самостоятельную административную единицу — муниципалитет.

## Географическое положение
Город находится в центральной части провинции, на юге острова Суматра, в относительно равнинной местности. Абсолютная высота — 45 метров над уровнем моря.

Прабумулих расположен на расстоянии приблизительно 67 километров к юго-западу от Палембанга, административного центра провинции.

## Административное деление
Территория муниципалитета Прабумулих подразделяется на шесть районов (kecamatan), которые в свою очередь делятся на 37 сельских поселений (kelurahan). Общая площадь муниципалитета — 435,1 км².

## Население
По данным официальной переписи 2010 года, население составляло 121 137 человек.
Динамика численности населения города по годам:
| 1990   | 2000   | 2005   | 2010    | 2012    |
| ------ | ------ | ------ | ------- | ------- |
| 62 970 | 88 614 | 94 756 | 121 137 | 128 153 |

## Экономика
В окрестностях города ведётся добыча нефти и природного газа. Также в Прабумулихе развито сельское хозяйство. Особой известностью пользуются местные ананасы, поставляемые главным образом на рынки Явы.